# Hagar Schon Aaronson Shrieve
Hagar Schon Aaronson Shrieve (también conocida como HSAS) fue una banda conformada por el cantante Sammy Hagar, el guitarrista Neal Schon, el bajista Kenny Aaronson y el baterista Michael Shrieve. El proyecto fue de muy corta duración, lanzando únicamente el disco Through the Fire. El álbum incluye una versión de la canción de Procol Harum "A Whiter Shade of Pale". Alcanzó la posición No. 94 en la lista Billboard Hot 100.
La banda realizó algunos conciertos en California en 1984, incluyendo al guitarrista rítmico Nick Sciorsci para las presentaciones en vivo.

## Discografía
- Through The Fire (1984)
- Whiter Shade of Pale (1984, sencillo)